# Targhe d'immatricolazione della Spagna

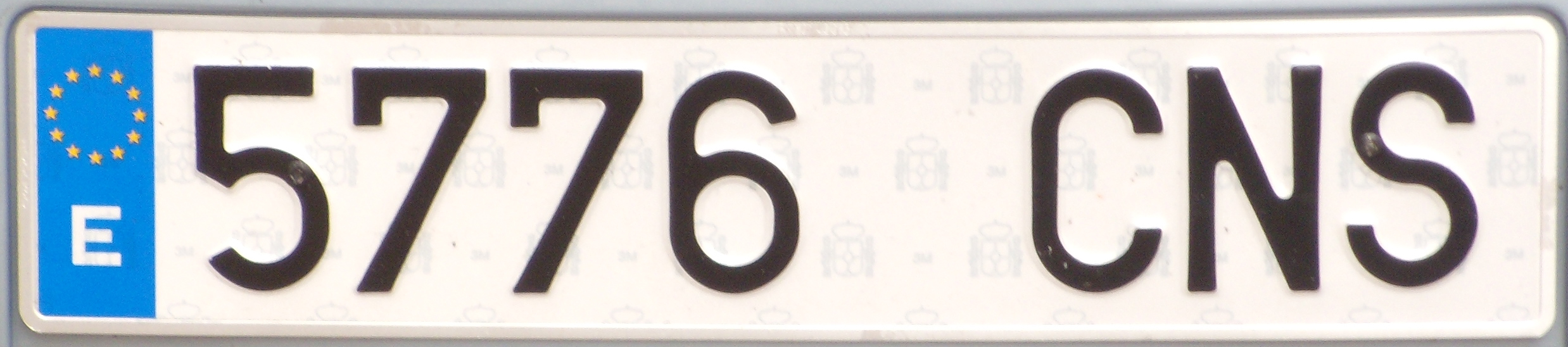
Targa d'immatricolazione spagnola standard con sistema in uso dal 18 settembre 2000

Le targhe d'immatricolazione della Spagna vengono utilizzate per identificare i veicoli immatricolati nel Paese iberico.

## Caratteristiche

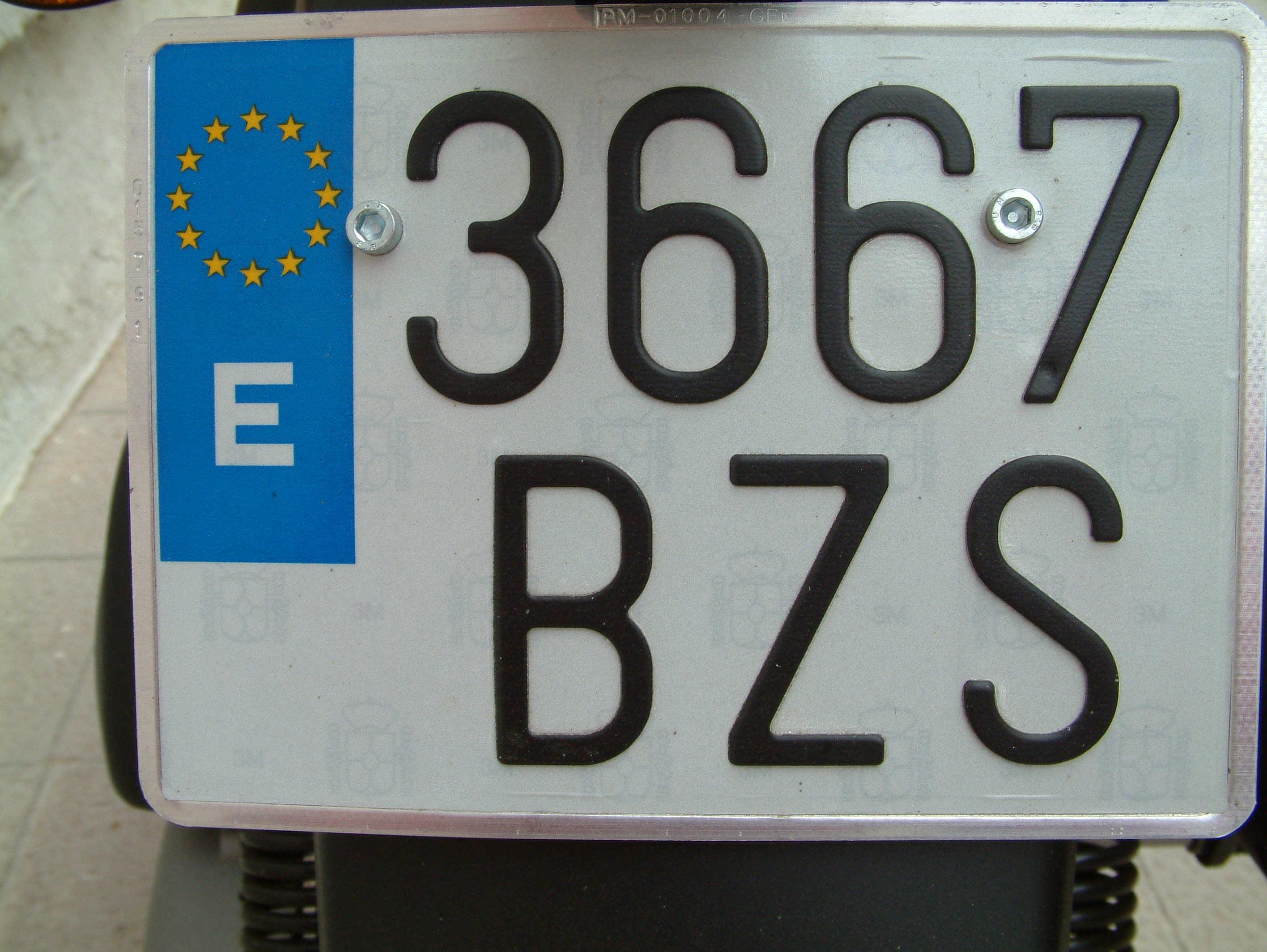
Targa di un motociclo

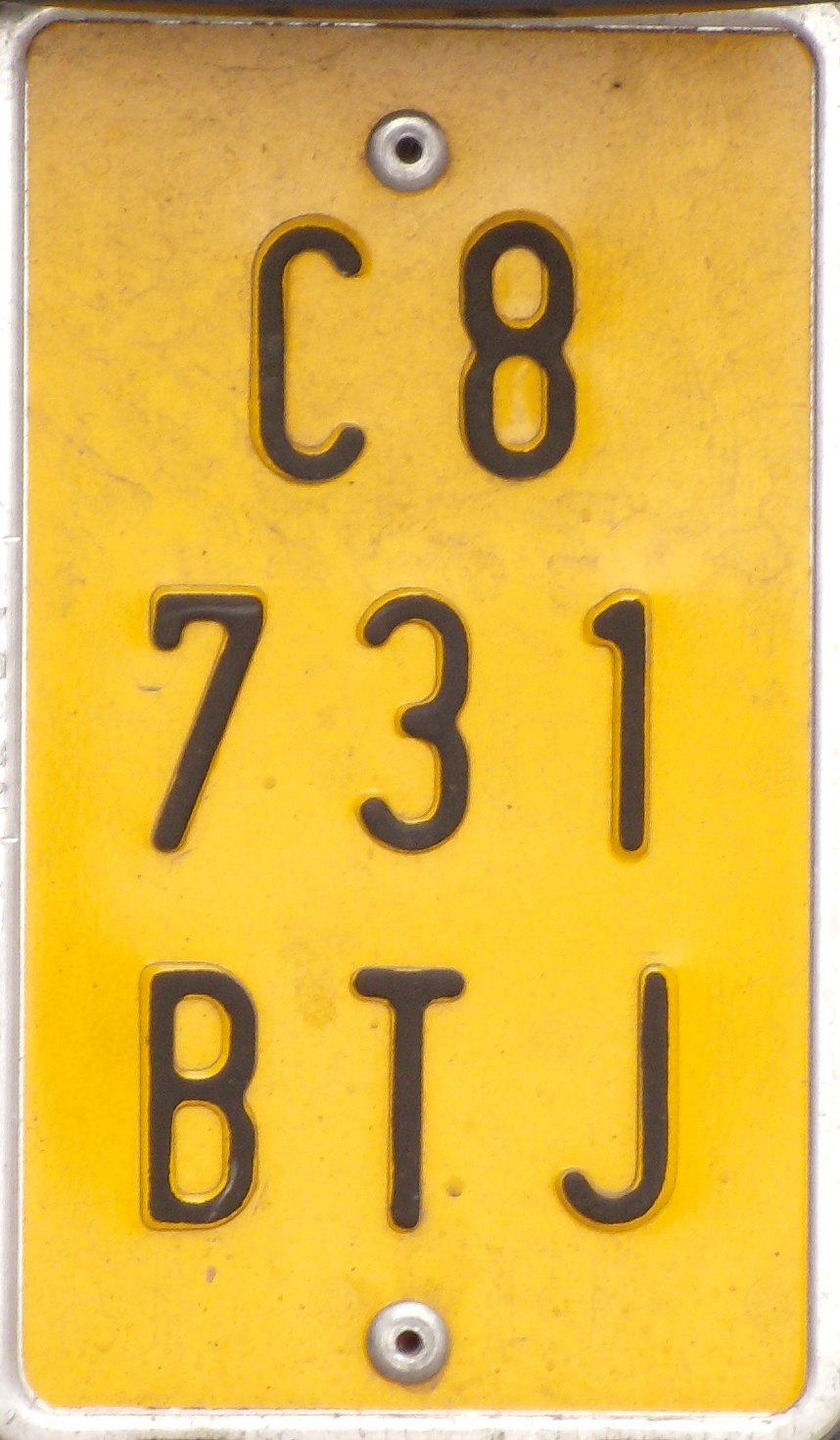
Targhino di un ciclomotore

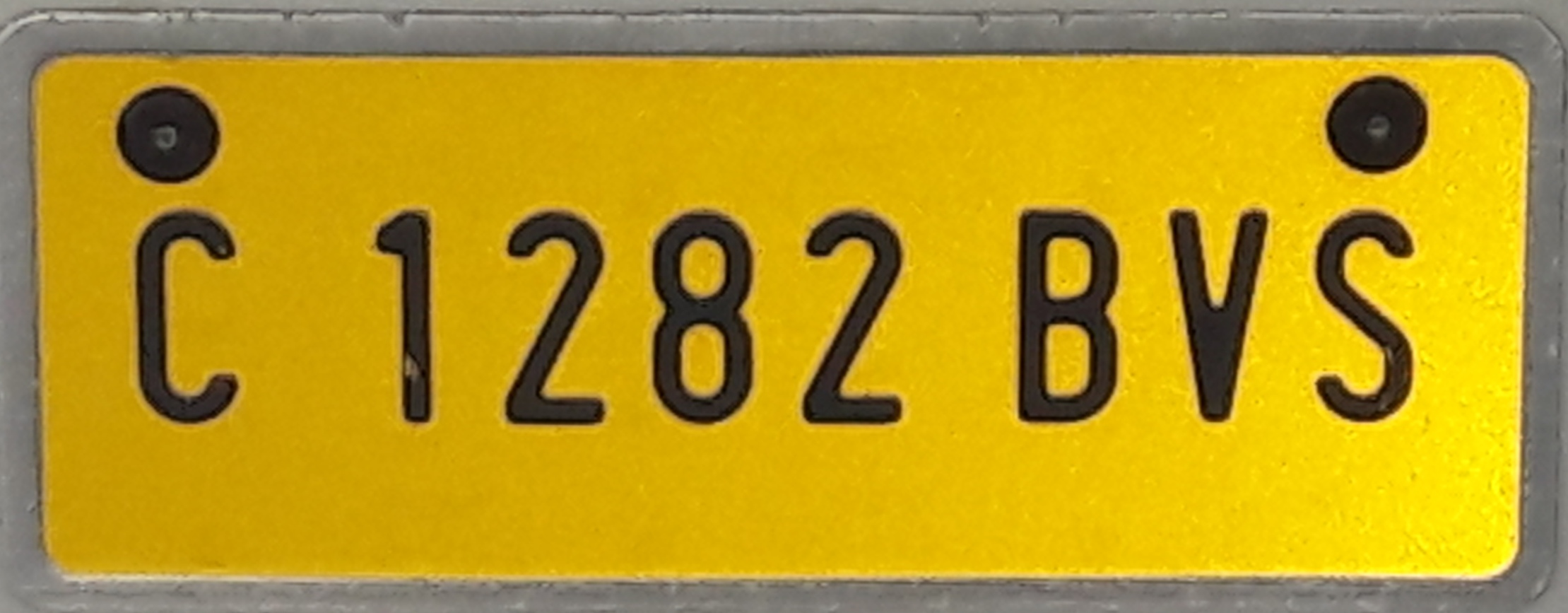
Esempio di formato per microcar

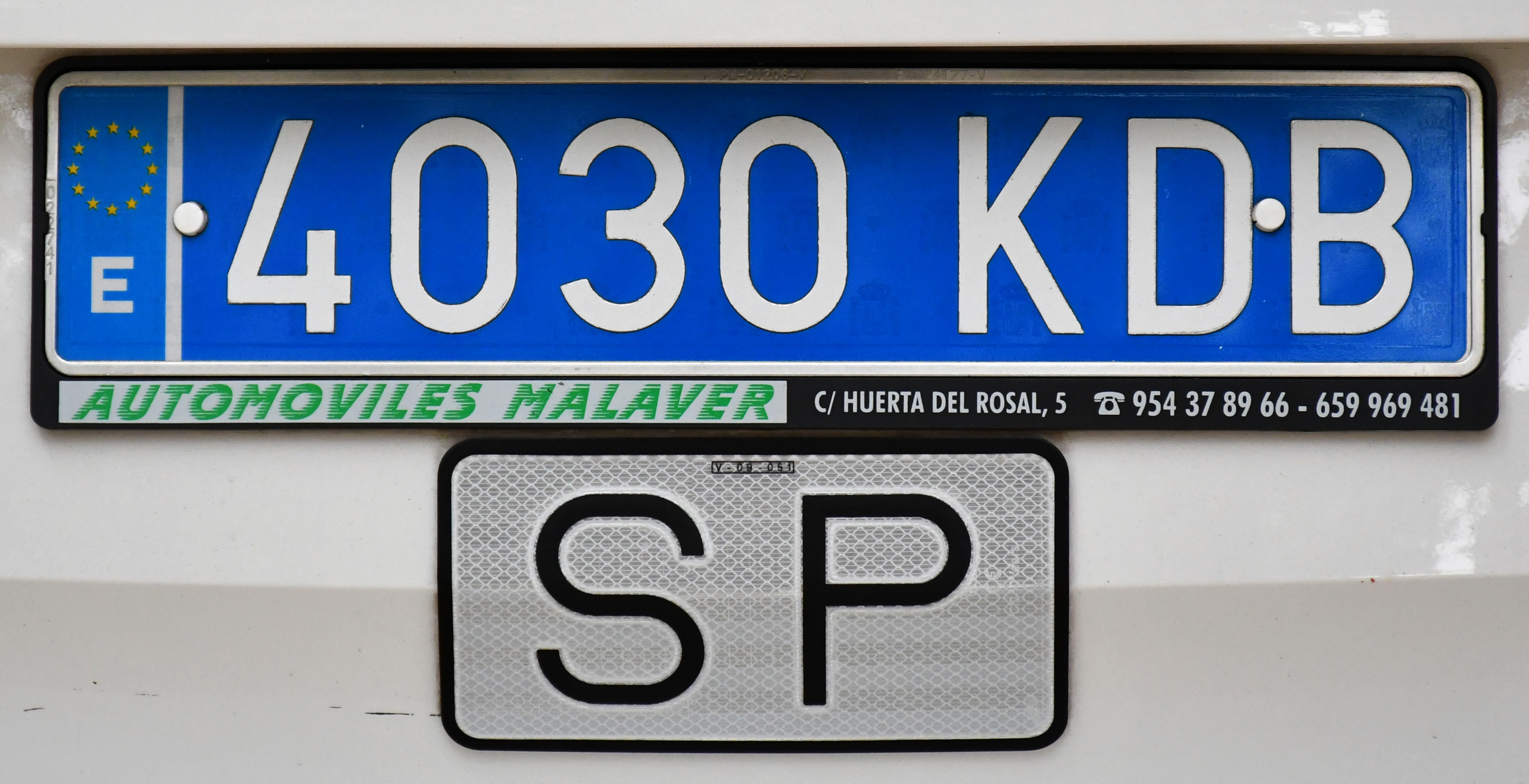
Targa posteriore di un taxi con formato introdotto ad agosto 2018; sotto è posizionata la targa aggiuntiva con le lettere "SP" = Servicio Público

Dal 18 settembre 2000 le targhe automobilistiche in Spagna sono composte da una serie di quattro cifre e tre lettere (iniziando da 0000 BBB) a caratteri neri su sfondo bianco riflettente; sulla sinistra si trovano la banda blu con le dodici stelle, gialle e rappresentate in cerchio, simbolo dell'Unione europea e la sigla automobilistica internazionale E (iniziale di España) di colore bianco, entrambe introdotte il 1° gennaio 2000, quando era ancora in vigore il sistema precedente. 
Non vengono utilizzate le lettere A, E, I, Ñ, O, Q e U. La progressione delle cifre procede da destra a sinistra e ogni completamento della serie numerica provoca l'avanzamento della serie alfabetica da destra verso sinistra (...9998 BBB, 9999 BBB, 0000 BBC, 0001 BBC...). Sul bordo metallico cromato della targa posteriore spesso vi sono dei codici che identificano chi l'ha emessa e dove è stato immatricolato il veicolo, perché in Spagna, come in altri Paesi europei, le targhe automobilistiche non sono rilasciate direttamente dallo Stato ma da agenzie pratiche auto autorizzate. Inoltre una targa mantiene la sigla e la combinazione numerica originarie anche se il veicolo viene venduto in un'area di immatricolazione diversa da quella del precedente proprietario. 
Le targhe standard sia anteriori che posteriori misurano 500 × 110 mm, ma sono in circolazione anche targhe anteriori di 330 × 110 mm e targhe su due linee per autoveicoli e motoveicoli, le cui dimensioni sono rispettivamente di 280 × 200 mm e 190 × 150 mm, con banda blu e numeri in alto, lettere in basso. È possibile richiedere targhe con formato americano (circa 300 × 150 mm).
Le targhe dei ciclomotori e dei veicoli con velocità massima di 50 km/h misurano rispettivamente 100 × 168 mm e 85 × 210 mm; i primi hanno i caratteri disposti su tre linee, mentre il formato su un'unica riga è riservato ai quadricicli. Prima del 1999 i motorini avevano targhe non standardizzate con lettere e cifre nere su fondo bianco: in basso era posizionato un numero composto da un massimo di quattro cifre, in alto di norma venivano impressi lo stemma e il nome per esteso del comune (di dimensioni più piccole della numerazione).
I veicoli adibiti al trasporto pubblico di passeggeri, cioè autobus e taxi, recano una targa aggiuntiva rettangolare con le lettere SP (che stanno per Servicio Público) apposta sia sulla destra della targa anteriore sia sul retro, vicino alla targa d'immatricolazione ordinaria. Targhe aggiuntive simili con le lettere MP (Mercanaria Propia) sul retro sono assegnate
ai veicoli che trasportano merci prodotte dal proprietario dell'automezzo stesso.
A partire da agosto 2018, le targhe posteriori dei taxi nonché dei veicoli a noleggio con conducente autorizzati e con capacità fino a nove passeggeri devono avere il fondo azzurro e la numerazione di colore grigio argento o bianco.

## Sistema cessato nel 2000

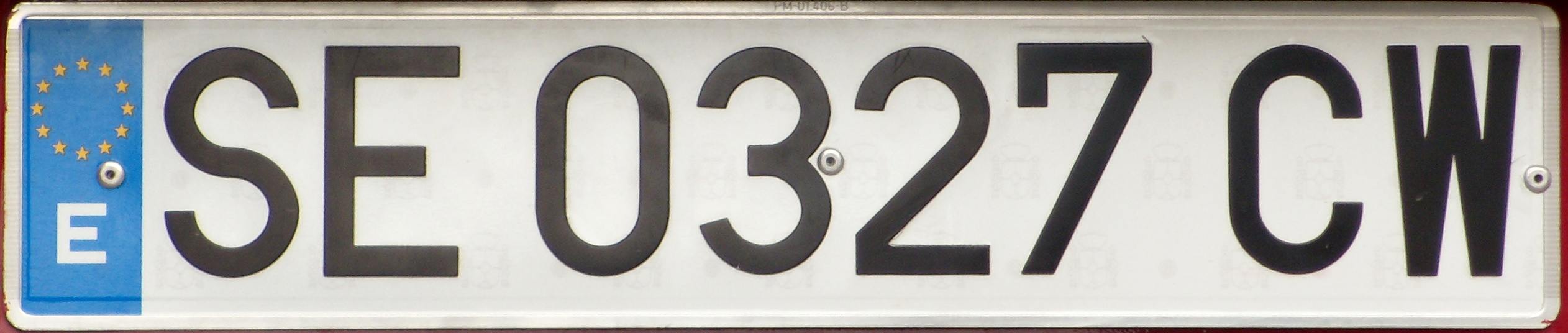
Formato con banda blu utilizzato dal 1º gennaio al 17 settembre 2000

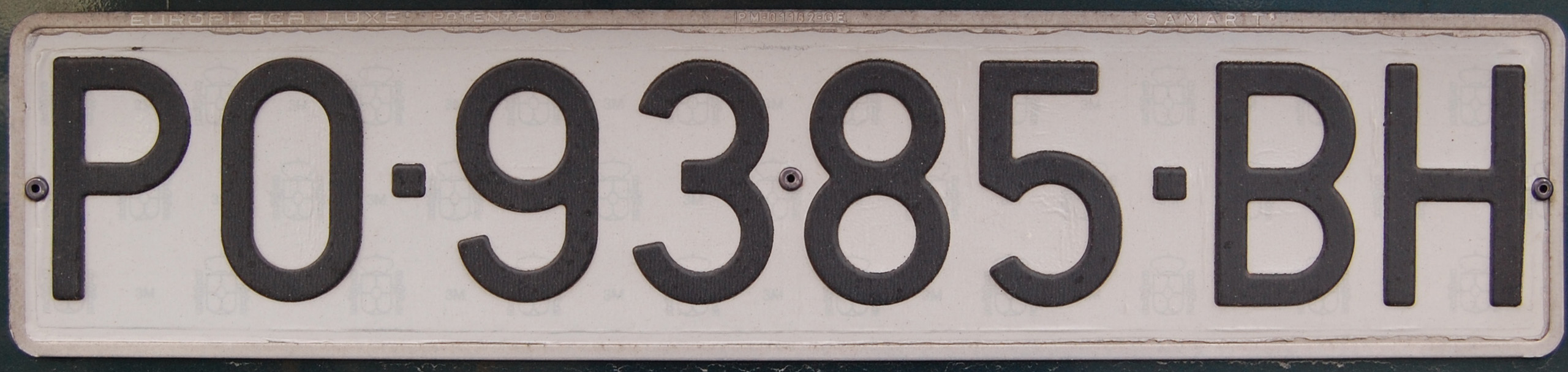
Formato standard emesso dal 7 ottobre 1971 al 31 dicembre 1999

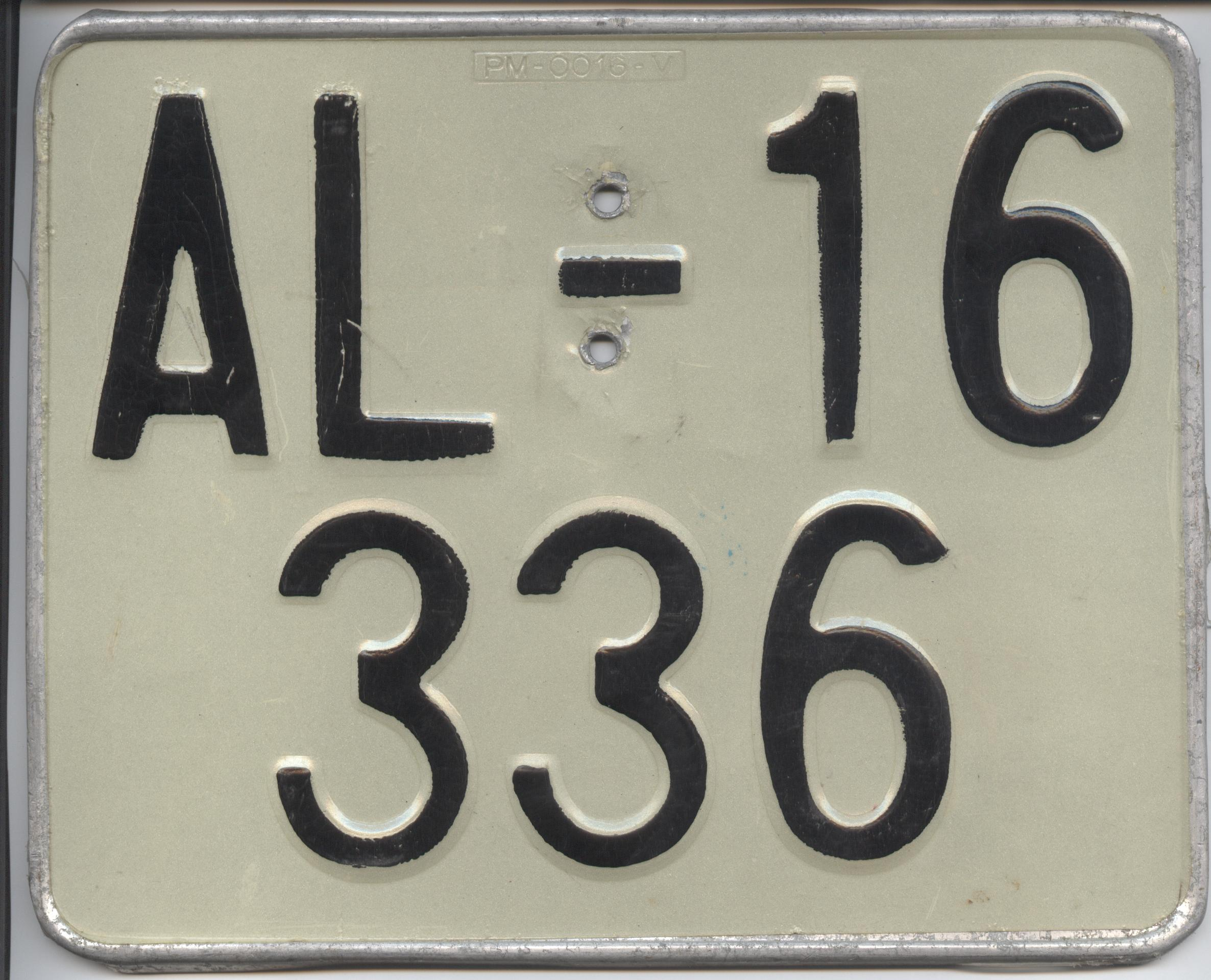
Targa su doppia linea con numerazione progressiva in uso fino al 6 ottobre 1971

Nel vecchio sistema le targhe misuravano 490 × 100 mm o 270 × 190 mm, mentre le dimensioni di quelle dei motocicli erano 190 × 150 mm. La banda blu UE era stata introdotta il 1º gennaio 2000. La prima o le prime due lettere indicavano la provincia, il capoluogo di provincia, la città o comunità autonoma dov'era stato immatricolato il veicolo. Alla destra della sigla si trovava:
- una numerazione progressiva, preceduta da un trattino o una lineetta e composta da un massimo di sei cifre, dal 31 ottobre 1900 al 6 ottobre 1971[5];
- un numero di quattro cifre seguito da una o due lettere, rispettivamente in progressione da A a Z e da AA a ZZ, a partire dal 7 ottobre 1971. Nelle targhe anteriori e posteriori su un'unica riga erano posizionati due trattini separatori tra la sigla e le cifre e tra queste e la/e lettera/e a destra[6], mentre nelle targhe su doppia linea era impresso un solo trattino o una lineetta tra la sigla e la/e lettera/e in alto, le cifre occupavano invece la riga inferiore.

Nel seguente elenco sono riportate le sigle automobilistiche emesse in Spagna fino al 17 settembre 2000, che sono ancora valide, e le aree di immatricolazione corrispondenti:
- A - Provincia di Alicante
- AB - Provincia di Albacete
- AL - Provincia di Almería
- AV - Provincia di Avila
- B - Provincia di Barcellona (Barcelona)
- BA - Provincia di Badajoz
- BI - Bilbao (provincia di Biscaglia)
- BU - Provincia di Burgos
- C - Provincia della Coruña
- CA - Provincia di Cadice
- CC - Provincia di Cáceres
- CE - Ceuta
- CO - Provincia di Cordova
- CR - Provincia di Ciudad Real
- CS - Provincia di Castellón
- CU - Provincia di Cuenca
- GC - Gran Canaria (provincia di Las Palmas)
- GE - Provincia di Gerona / Girona (sigla sostituita dal 29/05/1992 da GI[8])
- GI - Provincia di Gerona / Girona (dal 29/05/1992)
- GR - Provincia di Granada
- GU - Provincia di Guadalajara
- H - Provincia di Huelva
- HU - Provincia di Huesca
- IB - Provincia delle Isole Baleari (dal 18/07/1997)
- J - Provincia di Jaén
- L - Provincia di Lleida
- LE - Provincia di León
- LO - Logroño (provincia di La Rioja)

- LU - Provincia di Lugo
- M - Comunità di Madrid
- MA - Provincia di Malaga
- ML - Melilla
- MU - Regione di Murcia
- NA - Provincia forale della Navarra
- O - Oviedo (principato delle Asturie)
- OR - Provincia di Ourense (Orense, sigla sostituita il 31/071998 da OU[8])
- OU - Provincia di Ourense (dal 31 luglio 1998)
- P - Provincia di Palencia
- PM - Palma di Maiorca (provincia delle Isole Baleari, sigla sostituita il 18/071997 da IB[8])
- PO - Provincia di Pontevedra
- S - Santander (provincia della Cantabria)
- SA - Provincia di Salamanca
- SE - Provincia di Siviglia (Sevilla)
- SG - Provincia di Segovia
- SO - Provincia di Soria
- SS - San Sebastián (provincia di Gipuzkoa)
- T - Provincia di Tarragona
- TE - Provincia di Teruel
- TF - Provincia di Santa Cruz de Tenerife
- TO - Provincia di Toledo
- V - Provincia di Valencia / València
- VA - Provincia di Valladolid
- VI - Vitoria (provincia di Álava)
- Z - Provincia di Saragozza
- ZA - Provincia di Zamora

## Auto ufficiali del Re
Le auto ufficiali del re, prive di lettere e cifre, si contraddistinguono per una corona dorata, in rilievo e al centro della targa, su fondo blu. Dal 2014, dopo l'incoronazione del nuovo re Felipe VI, la sua vettura ufficiale ha la stessa corona ma su fondo cremisi, mentre quella della principessa delle Asturie continua ad avere lo sfondo blu.

## Ertzaintza

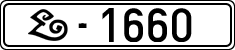
Targa d'immatricolazione di un veicolo dellErtzaintza

Le targhe automobilistiche dei veicoli della Ertzaintza, ovvero la polizia autonoma dei Paesi Baschi, presentano una particolare "E" in corsivo maiuscolo (il logo del Corpo) e un numero progressivo di quattro cifre, entrambi di colore nero su fondo bianco riflettente. Possono essere di due formati: su una riga oppure su due (come quello utilizzato nei motocicli), ma la numerazione è identica.

## Forze USA in Spagna

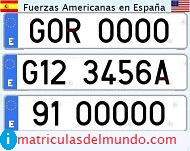
Tipi di targhe in uso delle Forze USA in Spagna

Se si eccettuano i mezzi dei Quartieri generali della NATO, contraddistinti dal 2002 dalla sigla FAE (vd. infra), le Fuerzas Americanas en España utilizzano diversi tipi di sequenze alfanumeriche nelle rispettive targhe. Alcune iniziano la serie con le lettere GOR (iniziali di Grupo Operaciones Rota, cioè "Gruppo operativo a rotazione"), seguite da uno spazio e quattro caratteri (generalmente numerici); altre antepongono la lettera G a un numero a due cifre che precede uno spazio, un secondo numero a quattro cifre e una lettera. Sono anche documentate combinazioni composte dai numeri 91, 92, 93, 94 o 95 seguiti da uno spazio e cinque cifre, oppure dai numeri 43, 44 o 45 seguiti da uno spazio e quattro cifre. Per queste targhe d'immatricolazione valgono le medesime norme in vigore per i veicoli con targhe ordinarie.

## Altre sigle speciali

### In uso

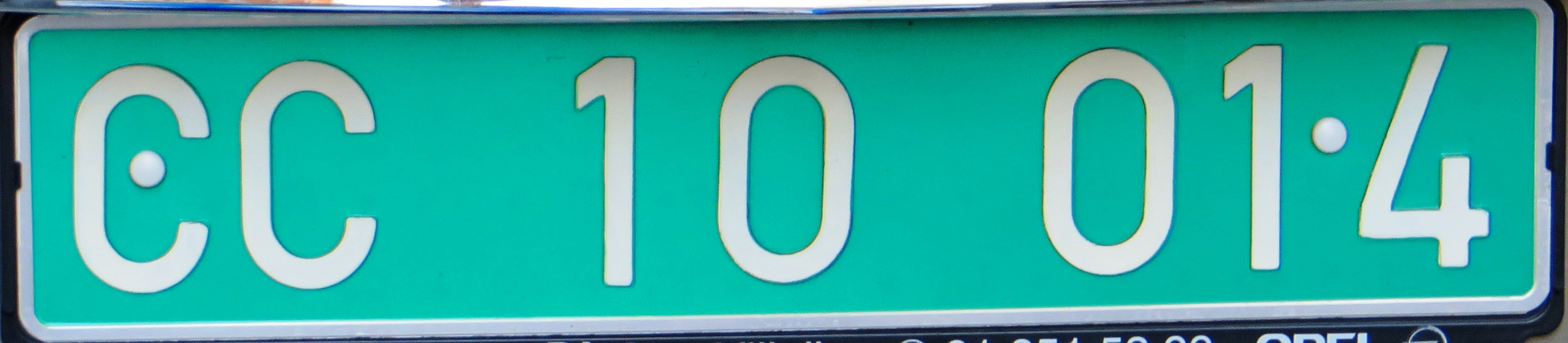
Targa di un Corpo consolare (10 = Brasile)

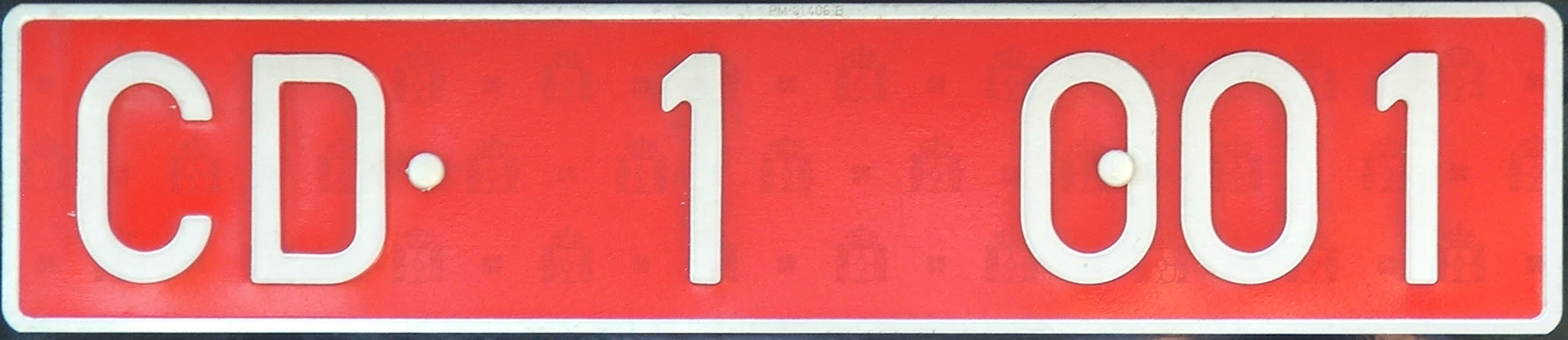
Targa diplomatica (1 = Città del Vaticano)

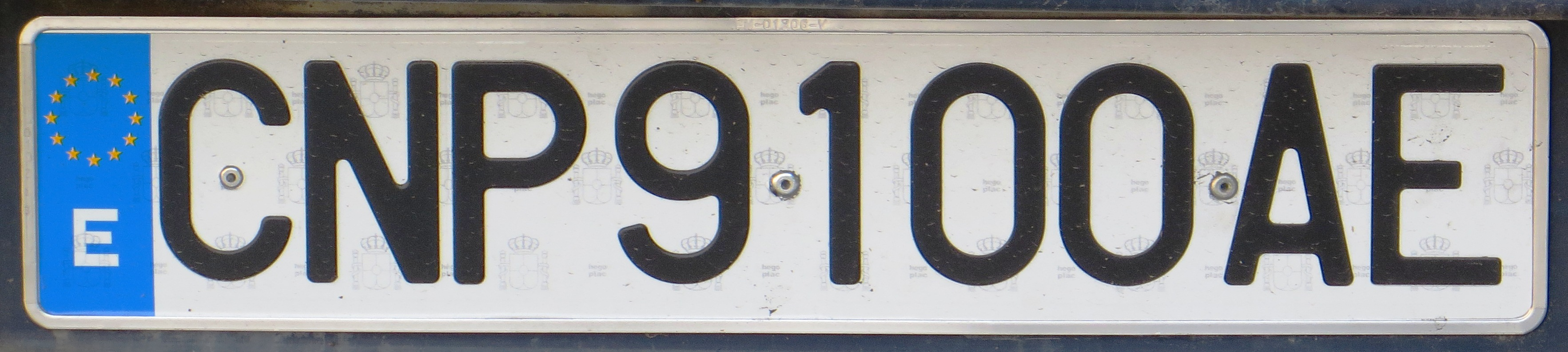
Targa di una vettura in dotazione al Cuerpo Nacional de Policía

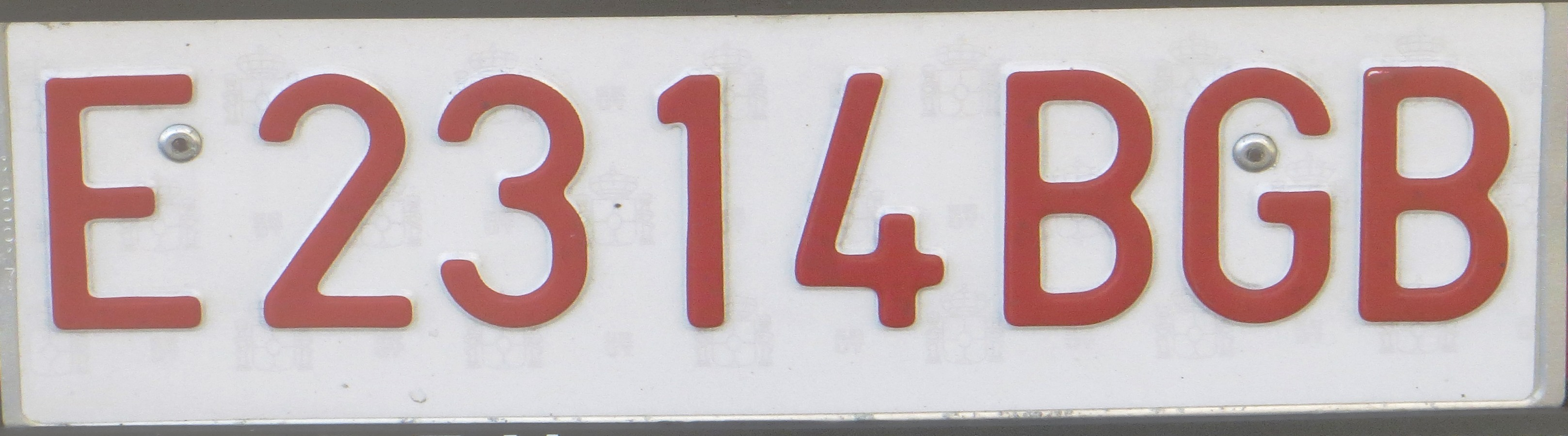
Targa anteriore di un veicolo speciale o macchina agricola

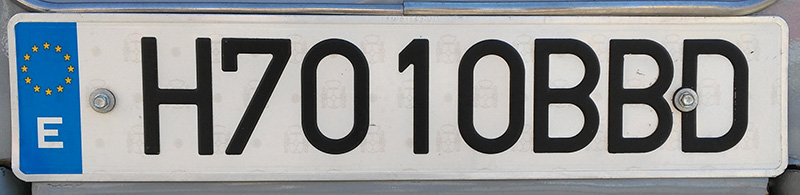
Formato utilizzato per veicoli storici

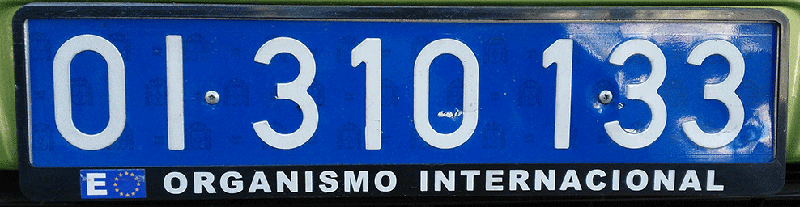
Targa di un'auto del personale di un'organizzazione internazionale (310 = ITER)

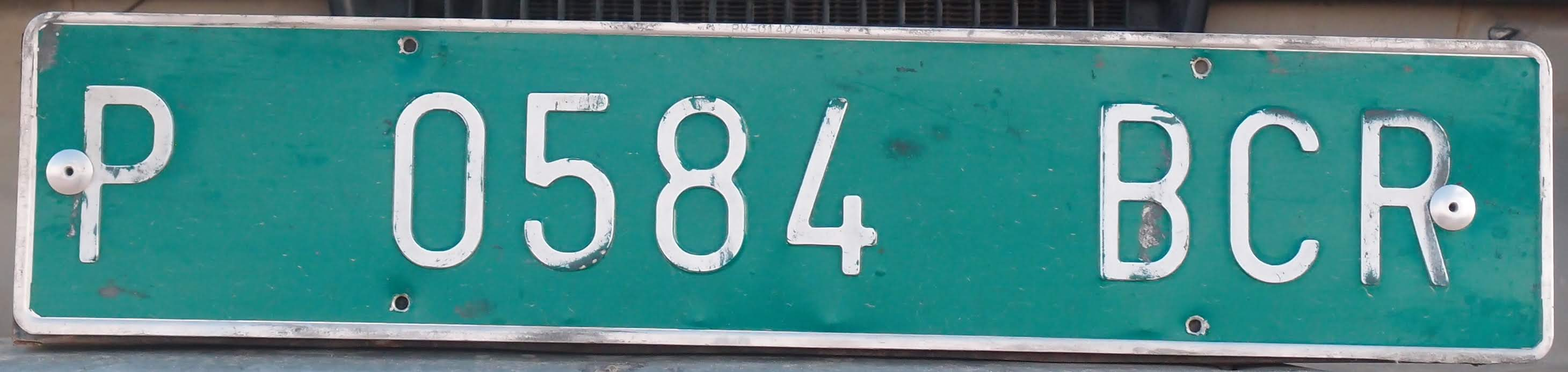
Targa temporanea per privati

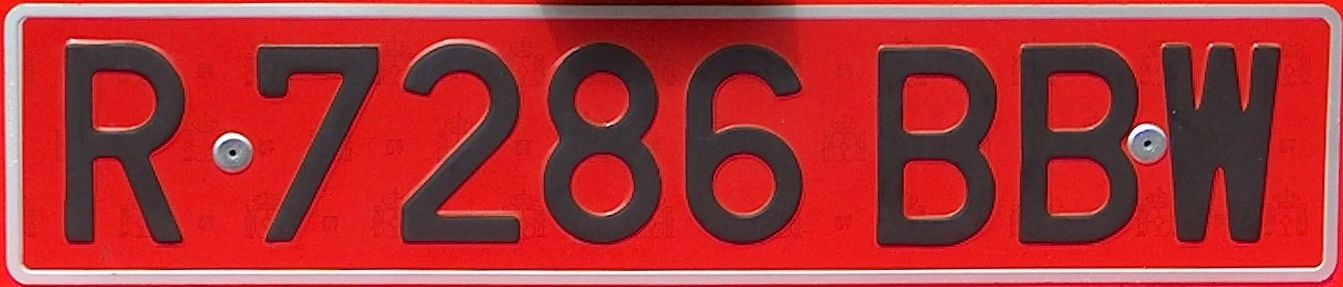
Formato per (semi)rimorchi con massa a vuoto >750 kg

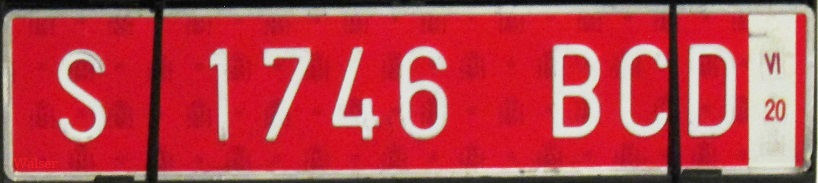
Targa provvisoria per nuovi veicoli commerciali o test car

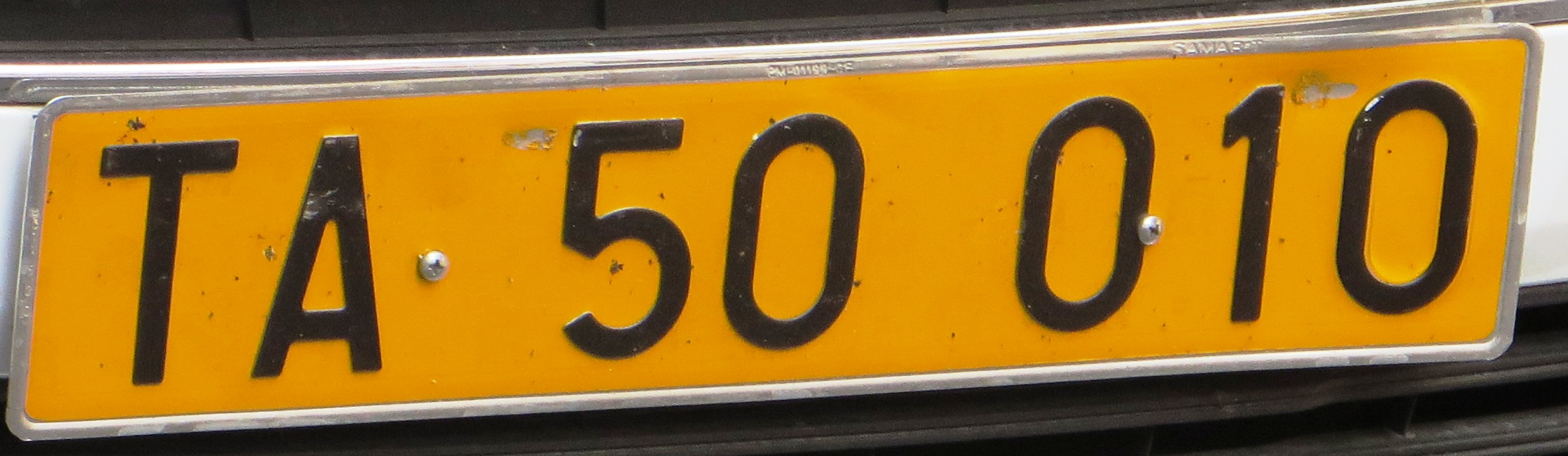
Targa di una vettura del personale tecnico-amministrativo di un'ambasciata o un consolato (50 = Marocco)

- C (nero su giallo, targa su tre linee) - Ciclomotor
- C (nero su giallo, targa su un'unica linea) - Microcoche = microcar
- CC (bianco su verde) - Cuerpo Consular[10]
- CD (bianco su rosso) - Cuerpo Diplomático
- CGPC - Cuerpo General de la Policía Canaria[11]
- CME - Cos Mossos d'Esquadra / Cuerpo Mozos d'Escuadra (Polizia della Catalogna)
- CNP - Cuerpo Nacional de Policía
- CON - Construcción = veicolo per l'edilizia pubblica
- DP - Govern Local de Catalunya / Gobierno Local de Cataluña
- E (rosso su bianco) - Vehículo Especial = veicolo speciale o macchina agricola[12]
- EA - Ejército del Aire
- EPC - Escola de Policía de Catalunya / Escuela de Policía de Cataluña
- ET - Ejército de Tierra
- FAE - Fuerzas Aliadas en España (Quartieri generali della NATO)
- FN - Fuerzas Navales
- H (nero su giallo nei ciclomotori, nero su bianco in tutti gli altri veicoli) - Vehículo Histórico[13]
- MF - Ministerio de Fomento = Ministero dello sviluppo
- MMA - Ministerio de Medio Ambiente = Ministero dell'ambiente
- OI - (bianco su azzurro) Organismo Internacional = Organizzazione internazionale
- P, T[14] (bianco su verde) - Permiso temporal a particulares = targa provvisoria per privati
- PGC - Parque de la Guardia Civil = Dipartimento della Guardia Civile
- PME - Parque Móvil del Estado = Dipartimento Mobilità dello Stato
- R (nero su rosso) - Remolque y semirremolque = rimorchio o semirimorchio con massa a vuoto >750 kg
- S (bianco su rosso) - Permiso temporal a empresas para vehículos nuevos = targa provvisoria valida 60 giorni per nuovi veicoli commerciali o test car[15]
- TA (nero su giallo) - Personal Técnico Administrativo = Personale tecnico-amministrativo accreditato presso un'ambasciata o un consolato
- V (bianco su rosso arancio) - Permiso temporal a empresas para vehículos ya matriculados = targa provvisoria valida 60 giorni per veicoli commerciali già immatricolati[15]

### Terminate

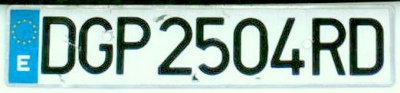
Formato in uso dal 1986 al 2008 per le auto della Polizia

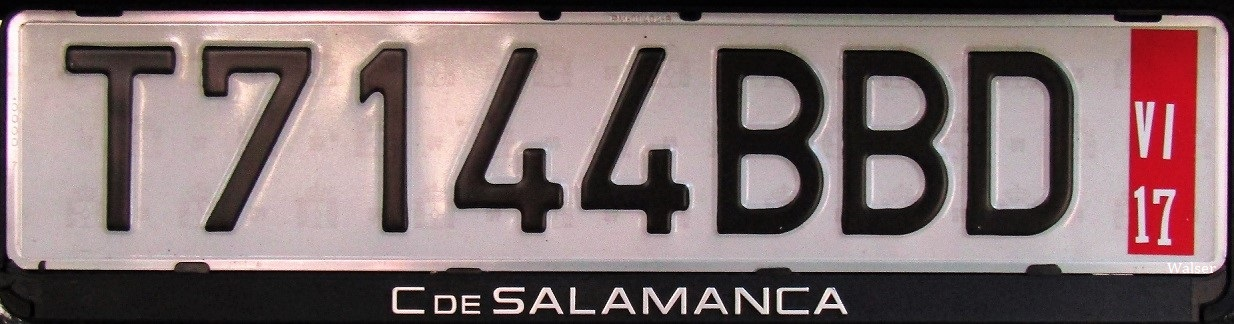
Targa di un veicolo da esportazione

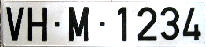
Esempio di formato utilizzato negli anni Novanta per veicoli storici della comunità di Madrid

- AFC - Personale dell'United States Air Force a Cadice (1950–1963)
- CAGP - Capitán y Guardia de Puerto = Capitaneria di porto e Guardia costiera (anni Settanta)
- CAT - Comisaría de Abastecimientos y Transportes = Commissariato di forniture e trasporti (1941–1964)
- CPN - Cuerpo de Policía Nacional (1978–1986)
- CR[16]- Cruz Roja Española (Croce Rossa Spagnola, 1991–17/09/2000)
- DGP - Dirección General de la Policía (1986–2008, anno in cui è subentrato il codice "CNP")
- FET - Falange Española Tradicionalista (presumibilmente fino al 1970, quando venne introdotto il codice "SGM", vd. infra)
- FPA - Fuerzas de la Policía Armada (1972?–1978)
- G.U., GU[17]- Guàrdia Urbana / Guardia Urbana (Polizia locale di Barcellona, dagli anni Cinquanta ai primi anni Ottanta)
- MOP - Ministerio de Obras Públicas = Ministero dei lavori pubblici (1940–1999, anno a partire dal quale è stato emesso il codice "MF")
- OCZ - Oleoducto Cádiz - Zaragoza = Oleodotto Cadice - Saragozza (fino al 2000?)
- PAT - Policía Armada y de Tráfico = Polizia armata e stradale (presumibilmente fino al 1972)
- PMM - Parque Móvil Ministerial = Dipartimento mobilità dei ministeri (maggio 1977–1999, anno in cui sono state introdotte le sigle "PME" e "MMA")
- PP - Prospecciones Petroliferas = Società di prospezione petrolifera (1962–1963)[18]
- SGM - Secretaría General del Movimiento = Segretariato generale della mobilità (dal probabile 1970 a maggio del 1977, quando la sigla venne sostituita da "PMM")
- SIC - Servicio de Intendencia y Cocina = Servizio di vettovagliamento e cucina (1972–2000, caratteri rossi su fondo nero, nei soli rimorchi)
- SIF - Servicio de Intendencia y ? = Servizio di vettovagliamento e ? (1972–2000, caratteri rossi su fondo nero, nei soli rimorchi)
- T - Turista Temporal (2000–31/12/2018) = targa turistica o da esportazione: per veicoli acquistati in Spagna da immatricolare in altri Stati[19]
- TT (caratteri neri su fondo rosso) - Transportes Terrestres (codice assegnato negli anni Sessanta e Settanta ai rimorchi lunghi con attrezzature speciali)
- VH - Vehículo Histórico (codice emesso dai primi anni Novanta al 18 settembre 2000, quando è subentrata la sigla "H")[20]

## Veicoli di alcune compagnie all'interno di aeroporti

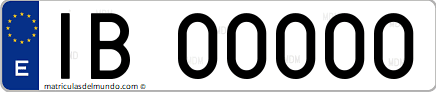
Facsimile di targa assegnata ai veicoli della compagnia Iberia circolanti negli aeroporti del territorio nazionale spagnolo

I veicoli che non possono circolare su strade pubbliche, ma unicamente all'interno di aeroporti e delle relative aree di stazionamento, non necessitano di targhe. Tuttavia alcune compagnie hanno deciso di immatricolare i propri automezzi con sistemi interni; in questi casi le targhe emesse, in alluminio o adesive, recano a sinistra la banda blu UE con le dodici stelle e la sigla internazionale "E".
- Le targhe di Iberia sono composte dalle lettere IB o più recentemente IBE e da un numero progressivo composto da un massimo di cinque cifre.
- Le targhe d'immatricolazione dei veicoli di Globalia Groundforce iniziano con l'acronimo GF, seguito da tre lettere che possono essere FUR o TUR e che precedono un numero di una, due o tre cifre.
- Spanish Intoplane Services utilizza targhe con la sigla SIS anteposta a tre cifre e due lettere.
- Il blocco alfanumerico dei veicoli del servizio di consegna carburante CLH AVIACIÓN consiste nelle lettere fisse CLH e un numero a tre cifre, ma in alcuni casi vengono usate le targhe a caratteri rossi per veicoli speciali, contraddistinte da una "E" in testa alla serie alfanumerica ordinaria (vd. sopra)[9].